# Buckhaus

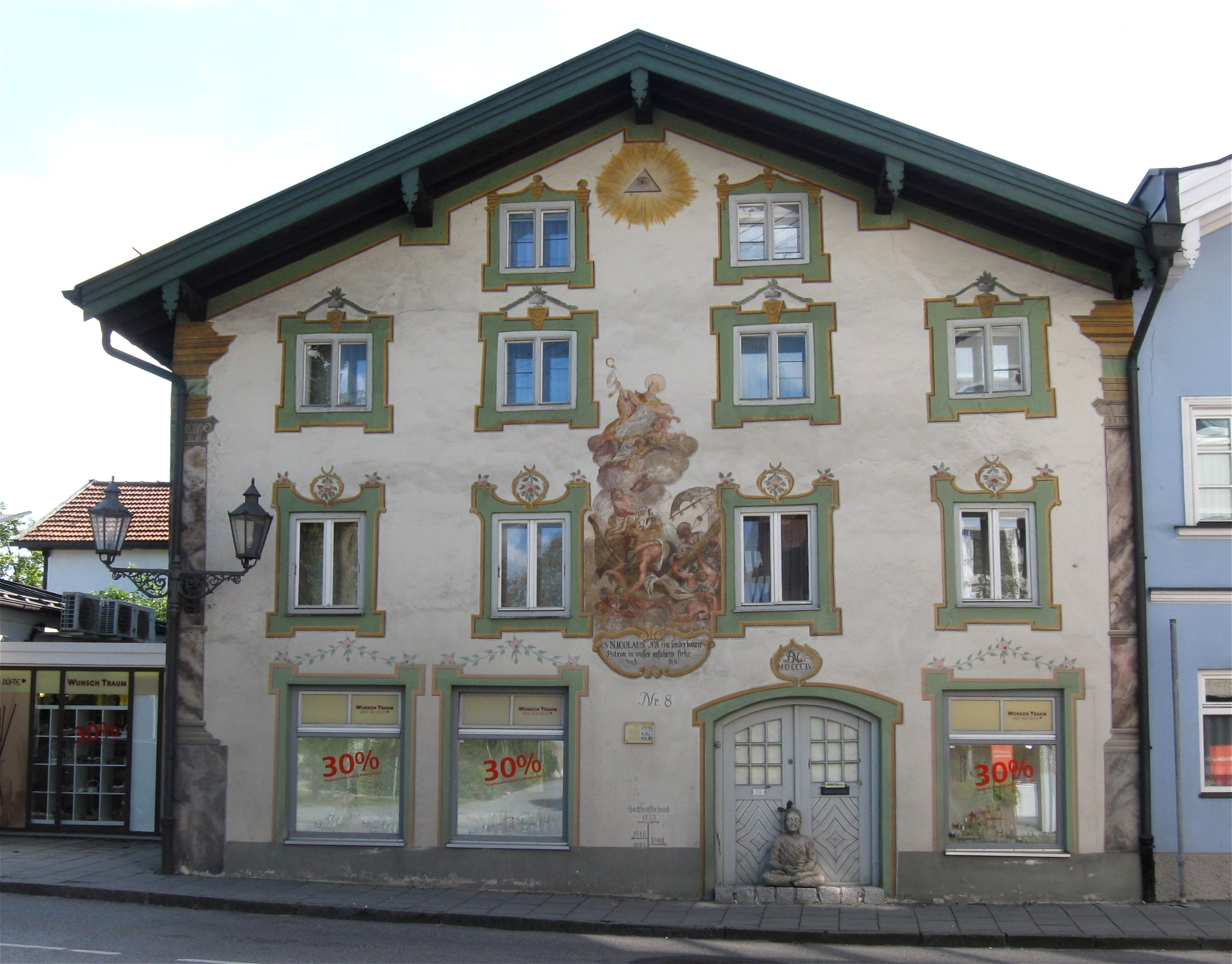
Buckhaus in Wolfratshausen

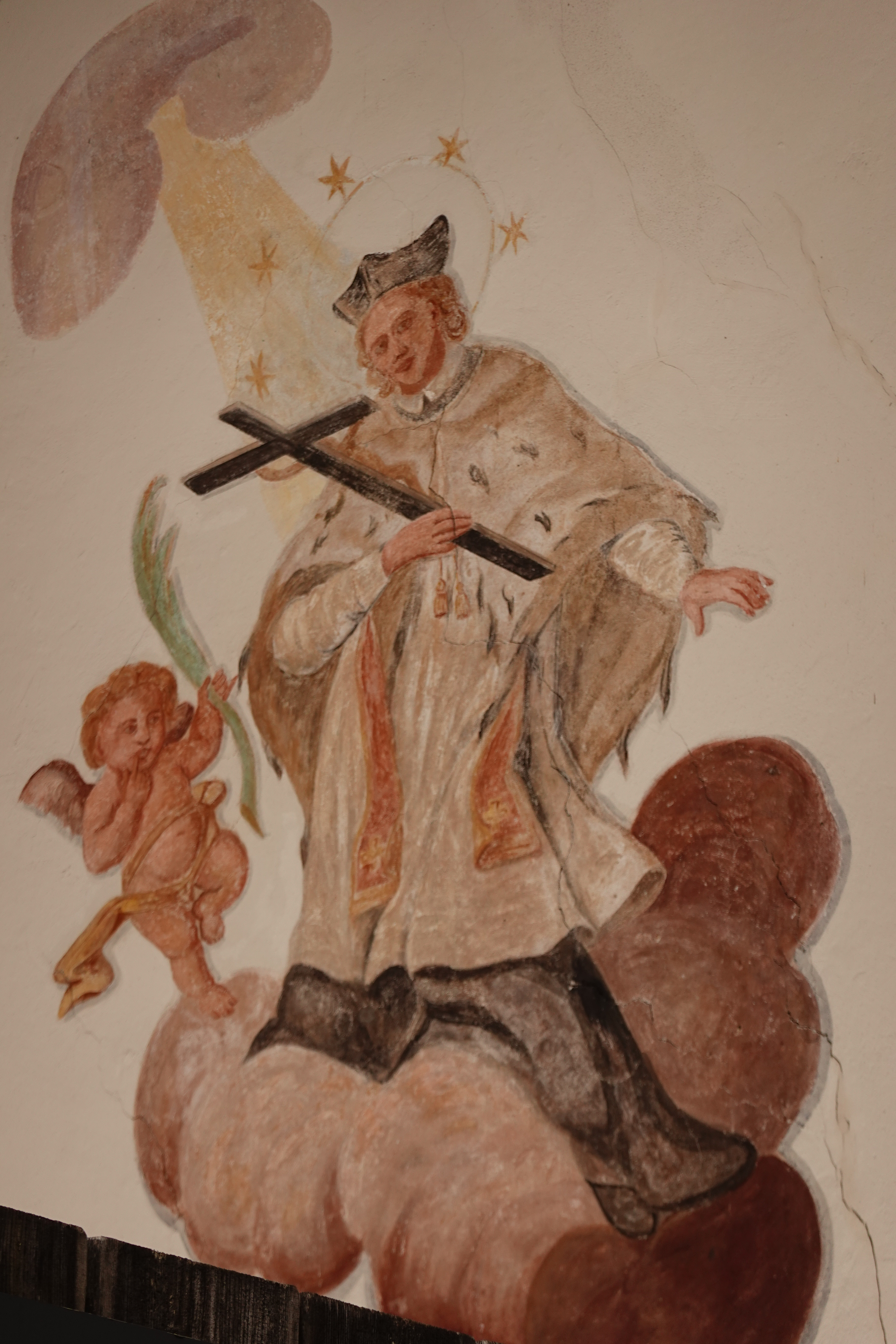
Fassadenmalerei mit dem heiligen Nepomuk

Das Buckhaus in Wolfratshausen, einer Stadt im oberbayerischen Landkreis Bad Tölz-Wolfratshausen, wurde vor 1633 errichtet. Das Wohn- und Geschäftshaus an der Johannisgasse 8, unmittelbar an der oberen Loisachbrücke, ist ein geschütztes Baudenkmal.

## Beschreibung
Der dreigeschossige Flachsatteldachbau mit vier Fensterachsen wurde nach der Eigentümerfamilie Buck benannt.
Es besitzt reiche Fassadenmalereien mit Eckpilastern und aufwendigen Fensterrahmungen, die von Asam-Schülern stammen sollen, als diese auf ihrem Weg nach Italien in Wolfratshausen Station machten. Dargestellt sind in der Mitte der heilige Nikolaus, der Schutzpatron der Flößer (mit der Beschriftung „St. Nicolaus. Als ein sonderbarer Patron in Wasser gefahren stehe uns bey“), das Auge Gottes, St. Nepomuk, der Brückenheilige sowie ein gemalter Hochwasserstandsanzeiger seit 1853. In jenem Jahr wurde mit 80 cm auch der bisher höchste Stand gemessen.
Das Haus besteht aus zwei Gebäuden, die schon 1633 amtlich erwähnt werden. Das vordere Haus ist fast immer im Besitz von Floßmeistern und hat den ursprünglichen Hausnamen „beim Reichart“. Im hinteren Haus leben bis Mitte des 19. Jahrhunderts Fischverkäufer, daher der frühere Hausname „beim Fischerdickl“. 1895 kauft der Spengler Josef Buck das vordere Gebäude; 1935 erwirbt sein Sohn auch das hintere Haus.